# 鲁贵卿
鲁贵卿（1958年—），河南长岛人，汉族，中华人民共和国政治人物、第十二届全国人民代表大会湖南地区代表。
毕业于广东省社科院专业。加入中国共产党。2013年，担任全国人大代表。